# Maurice Perrot des Gozis
Maurice Perrot des Gozis, né à Montluçon (Allier) le 12 novembre 1851 et mort dans la même ville le 11 avril 1909, est un avocat, généalogiste et entomologiste français. Il est surtout connu pour les dossiers généalogiques (manuscrits) qu'il a constitués sur plus de 5 000 familles du Bourbonnais et du département de l'Allier.

## Biographie
Gilbert Bon Maurice Perrot des Gozis est le fils d'Émile Perrot des Gozis (1827-1856), avocat à Montluçon, et de Raymonde Bourel du Boïex (1833-1881). Son grand-père paternel Gilbert Bon Perrot des Gozis (1796-1867) a été procureur du roi à Montluçon, et maire de la ville de juillet 1852 à août 1860. Il appartenait à une famille bourgeoise de la région, connue depuis le XVe siècle, et portait le nom de la terre des Gozis, située à Domérat, à côté de Montluçon ; ses ancêtres avaient occupé la charge de président au grenier à sel de Montluçon au XVIIe siècle. Quant à sa mère, Raymonde Bourel du Boïex, elle était la petite-nièce du général d'Empire François Fournier-Sarlovèze, dont un frère, Aimé, était venu s'établir à Montluçon.
Il fait ses études chez les pères maristes de Montluçon et obtient la mention « très bien » à son baccalauréat. En 1870, il s'engage dans la légion des volontaires de l'Ouest, commandés par Athanase de Charette de La Contrie. Après la guerre, il achève ses études de droit.
Le 11 décembre 1876, il épouse à Nice Rosine d'Isay Savalan Khan, née le 1er septembre 1852 à Smyrne, d'une famille arménienne entrée au XVIIIe siècle dans la noblesse russe et dont un membre s'est fixé à Smyrne comme consul général de Russie. Ils n'eurent pas d'enfant.
Maurice Perrot des Gozis est avocat de profession, mais il se consacre surtout à ses travaux d'érudition. Il a laissé une trace dans deux domaines – la généalogie et l'entomologie –, mais il s'est intéressé aussi à la numismatique et à la philatélie. Il était également musicien et a composé diverses œuvres : des valses, un opéra-comique en trois actes, Un Voyage extraordinaire.

## Travaux

### Le généalogiste
Maurice des Gozis a publié une étude sur Les Montluçonnais de 1490 à 1497, où il donne un répertoire des familles de Montluçon à l'extrême fin du XVe siècle et établit la généalogie des plus notables. Il a édité les volumes de l'Armorial général de France (Charles d'Hozier) pour la généralité de Bourges, d'après le manuscrit de la Bibliothèque nationale. Il a fait paraître un Armorial de la généralité de Moulins – également à partir de l'Armorial général –, réparti dans plusieurs livraisons des Archives historiques du Bourbonnais.
Mais son œuvre la plus connue est la constitution de milliers de dossiers généalogiques manuscrits sur les familles bourbonnaises, qu'il n'a pu mener jusqu'à la publication. Ces dossiers ont été confiés après sa mort à l'abbé Joseph Clément, collègue de la Société d'émulation du Bourbonnais, qui les a déposés aux Archives départementales de l'Allier. Aujourd'hui, ces dossiers sont consultables en ligne. Le docteur Édouard Aujay de La Dure (1887-1962), généalogiste issu d'une famille de l'Allier mais établi à Saint-Août dans l'Indre, dont il possédait le château, a fait faire une copie dactylographiée de ces dossiers, qui se trouve maintenant avec ses papiers aux Archives départementales de l'Indre.

### L'entomologiste
Il a laissé un catalogue de coléoptères de France : Catalogue des coléoptères de France et de la faune gallo-rhénane. Plusieurs espèces de coléoptères portent son nom.